# Clemente Alonso
Clemente Alonso McKernan (Málaga, 23 de abril de 1978) es un deportista español que compitió en triatlón.
Ganó una medalla de plata en el Campeonato Mundial por Relevos de 2003. En Ironman obtuvo una medalla de bronce en el Campeonato Europeo de 2012.

## Palmarés internacional
| Campeonato Mundial por Relevos | Campeonato Mundial por Relevos | Campeonato Mundial por Relevos | Campeonato Mundial por Relevos |
| Año                            | Lugar                          | Medalla                        | Prueba                         |
| ------------------------------ | ------------------------------ | ------------------------------ | ------------------------------ |
| 2003                           | Tiszaújváros (Hungría)         | Medalla de plata               | Relevos                        |

| Campeonato Europeo | Campeonato Europeo   | Campeonato Europeo | Campeonato Europeo |
| Año                | Lugar                | Medalla            | Prueba             |
| ------------------ | -------------------- | ------------------ | ------------------ |
| 2012               | Fráncfort (Alemania) | Medalla de bronce  | Individual         |